# John Spencer (Theologe)

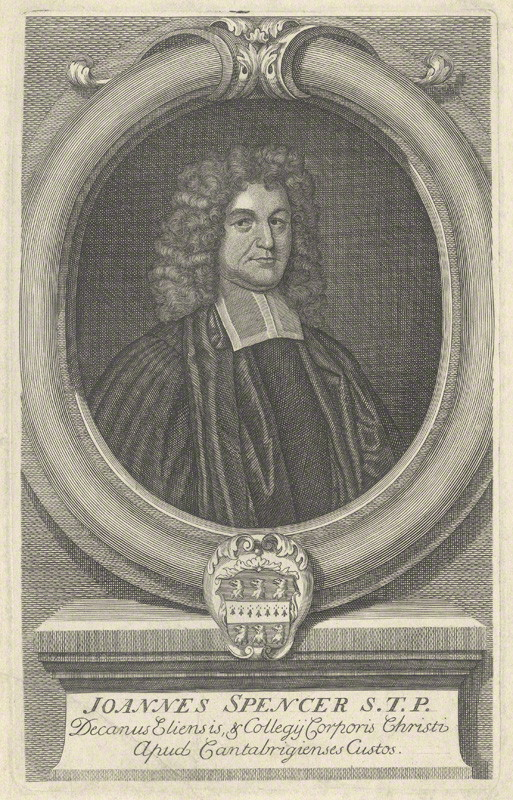
John Spencer

John Spencer (* 1630; † 1693) war ein englischer Geistlicher und Gelehrter, Master des Corpus Christi College, Cambridge.
Spencer arbeitete nach dem Studium in Cambridge zunächst als Universitätsprediger, von 1667 bis zu seinem Tod als Master des Corpus Christi College.  Als gelehrter Theologe und Hebraist wurde er bekannt durch sein Werk De legibus Hebraeorum, eine Pionierarbeit der vergleichenden Religionswissenschaft, die 1732 auch in Tübingen erschien. Darin entwickelt er die These weiter, dass das Judentum nicht die erste Religion der frühesten Menschheitsgeschichte war. Er baute seine Thesen auf Maimonides auf und verwendete dazu die gesamte in seiner Zeit bekannte theologische, wissenschaftliche und übrige Literatur, von den antiken Autoren bis zum Mittelalter, sowie die Bibel selbst, um Erkenntnisse über Altägypten zu erhalten und seine Bedeutung für das Judentum. Er ging dabei erstmals durchaus mit den Methoden der Aufklärung vor. Durch seine Wiederentdeckung der Rolle Ägyptens für die biblische Tradition wurde er auch ein Vorreiter der Ägyptologie und löste eine zweite Welle der Ägyptenbegeisterung aus, nachdem schon zum Ende des 15. Jahrhunderts durch Marsilio Ficinos Corpus Hermeticum eine erste Wiederentdeckung Ägyptens in Europa ausgelöst wurde.